# Österreichisch-Ungarische Militärmission in Persien

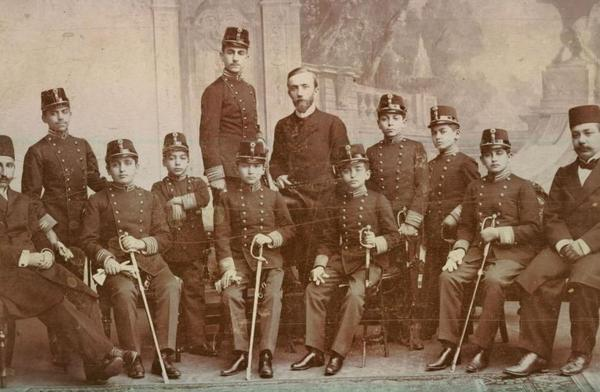
Iranische Kadetten der österreichischen Militärakademie Teheran um 1900

Die Österreichisch-Ungarische Militärmission in Persien war ab 1879 mit dem Aufbau eines militärischen Verbandes in Persien befasst, der als Teil der Bemühungen, die persische Armee unter Nāser ad-Din Schāh zu reformieren und ein stehendes Heer in Persien einzurichten, gilt. Der zu errichtende Verband sollte die Stärke eines Korps haben.

## Gründungsgeschichte

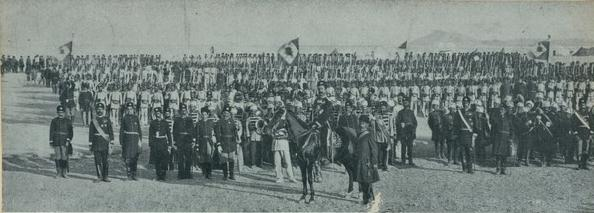
Persische Infanterie angetreten zur Parade, 1890

Ein Korps ist ein militärischer Großverband, der aus mehreren Waffengattungen besteht. Die Gründung des von der österreichisch-ungarischen Militärmission aufgebauten Korps war Teil eines Modernisierungsprozesses der persischen Streitkräfte, der mit Hilfe österreichischer Militärexperten umgesetzt worden ist.
Aufgrund der guten Beziehungen des ersten Dolmetschers von Nāser ad-Din Schah, des Armeniers Mirza Dawud (David) Khan, zum österreichischen Hof in Wien und der Verbindungen seines ehemaligen Leibarztes, Jakob Eduard Polak,  wurden auf der zweiten Europareise Nāser al-Dīn Schahs österreichische Offiziere angeworben, die die Reorganisation der persischen Armee in Angriff nehmen sollten. Die Ankunft Nāser al-Dīn Schahs in Wien am 5. Juli 1878 glich einem wahren Volksfest. Johann Strauss hatte im Auftrag des Wiener Hofes eine persische Nationalhymne komponiert, um den Gast standesgemäß empfangen zu können. Die Hymne wird heute unter dem Titel „Persischer Marsch“ aufgeführt.
Als erstes besuchte Nāser al-Dīn Schah das Wiener Arsenal, um sich die von Generalmajor Uchatius entwickelten Geschütze vorführen zu lassen. Der Schah war offensichtlich so beeindruckt, dass er umgehend 12 Geschütze bestellte. Ferner kaufte er 26.000 Gewehre und vereinbarte mit der österreichischen Regierung die Entsendung einer Militärmission. Man bestimmte Oberst Adalbert Schönowsky von Schönwies zum Leiter der Mission, der am 29. Oktober 1878 mit 30 weiteren Offizieren nach Teheran abreiste. Am 12. November 1878 war die Mission in Tarnopol eingetroffen, wo Militärkapellmeister i. R. Julius Gebauer mit den Instrumenten, die er in Wien für einen persischen Musikzug gekauft hatte, zu der Mission stieß. Die 14 Teilnehmer der Mission reisten dann mit einem Gepäck von 2,4 Tonnen mit dem Zug nach Odessa, per Schiff nach Poti, wieder mit der Eisenbahn nach Tiflis, von dort nach Baku und über das Kaspische Meer nach Rasht. Die Mission kam im Jänner 1879 in Teheran an. Begleitet wurde die Mission von Albert Joseph Gasteiger Freiherr von Ravenstein und Kobach, der bereits einige Jahre in Persien dem Schah gedient hatte.

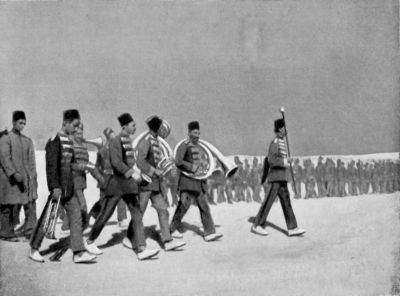
Musikkapelle des Korps

Die Aufgabenstellung der Mission bestand darin, die persische Armee nach dem Vorbild der k.u.k. Armee zu reorganisieren. Als erstes sollte ein Korps von insgesamt 7.000 Mann inklusive eines Musikzuges aufgestellt werden. Die Ausbildung der Soldaten sollte bis März 1881 abgeschlossen sein. Die Österreicher konnten erreichen, dass die persischen Soldaten des Korps besser als die übrigen Soldaten bezahlt wurden; sowie, dass der Sold regelmäßig ausgezahlt wurde. Trotz Angriffen durch die Geistlichkeit gegen die Ungläubigen bildete sich offensichtlich bald ein Korpsgeist heraus, der die Ausbildung zu einem Erfolg zu machen schien.
Am 22. Mai 1879 besichtigte Nāser al-Dīn Schah zum ersten Mal das von der österreichisch-ungarischen Militärmission aufgebaute Korps. Er wurde mit einem Radetzkymarsch begrüßt, nahm eine Parade ab und besichtigte die Kasernen von Abd ol-Asim, die er offensichtlich noch nie in so sauberem Zustand gesehen hatte. Die gute Stimmung der österreichischen Offiziere wurde allerdings dadurch getrübt, dass im Mai 1879 russische Offiziere eintrafen, die sich an den Aufbau einer persischen Kosakenbrigade machten. Dass am Ende die persische Kosakenbrigade das von den Österreichern aufgebaute Korps überflügelte und später den Kern der iranischen Armee bilden sollte, mag an Reza Khan, dem späteren Reza Schah Pahlavi, gelegen haben.
Noch sah allerdings alles nach einem Erfolg der österreichisch-ungarischen Militärmission aus. Ende Juli 1879 hatte das Korps einen Personalbestand von 90 Offiziere und 1.400 Mann. Im Jänner 1880 wurde der Leiter der Mission, Schönowsky abberufen und durch Oberst Schemel v. Kühnritt, einen ehemaligen Regimentskommandanten des K.u.k. Husarenregiment „Friedrich Leopold von Preußen“ Nr. 2, ersetzt. Das Korps bestand im Mai aus 2.000 Mann, die mit österreichischen Uniformen und Waffen ausgestattet waren. Im April 1880 waren es dann bereits 260 Offiziere und 6.000 Mann, die im „Österreichischen Korps“ Dienst taten.

## Persische Armee

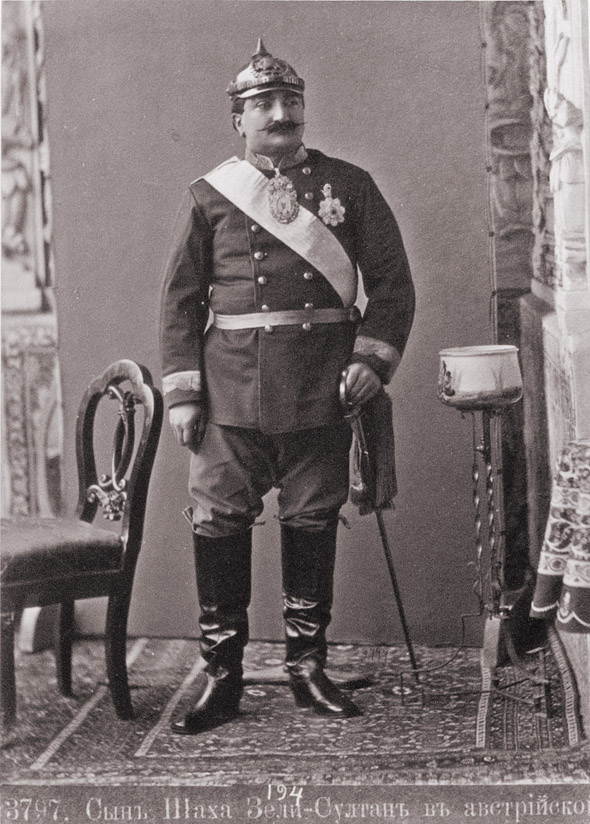
Zell al Sultan in österreichischer Militäruniform

Die Planungen für die persische Armee sahen bei einer Gesamtstärke eines Korps von 7000 Mann wie folgt aus:
- 6 Bataillone Infanterie mit je 800 Mann
- 1 Bataillon Jäger mit 800 Mann
- 3 Batterien (Artillerie) mit je 200 Mann
- 1 Geniekompagnie (Pioniere) mit 200 Mann
- 3 Musikkorps mit je 50 Mann

## Einsatzgeschichte

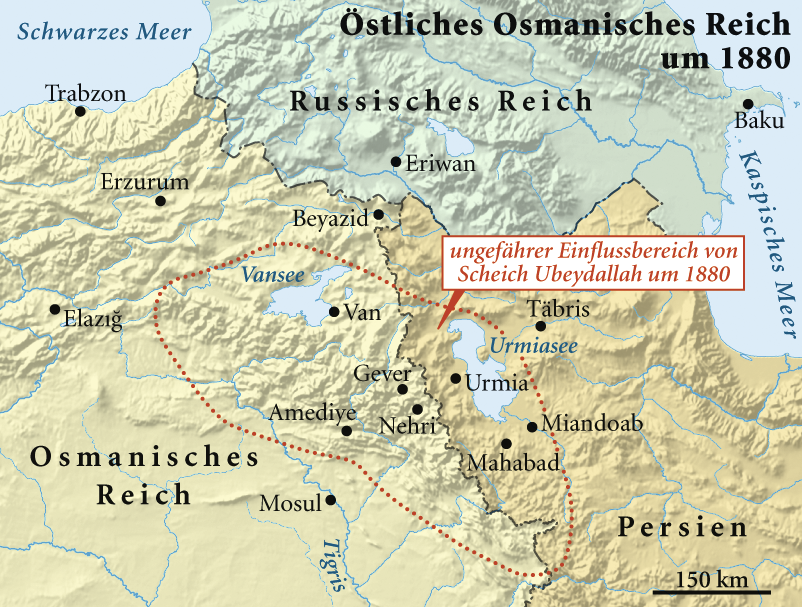
Gebiet des Kurdenaufstandes unter Scheich Ubeydallah (1880)

Der erste Einsatz des „Österreichischen Korps“ fand im Oktober 1880 statt. In Aserbaidschan war es unter der Führung von Scheich Ubeydallah zu einem Aufstand der Kurden gegen die Zentralregierung in Teheran gekommen. Zum Kommandanten des Detachements wurde Hauptmann Carl Walter Wagner von Wetterstädt berufen, der bereits in Mexiko unter Maximilian I gedient hatte und kampferprobt war. Der Aufstand wurde niedergeschlagen. Hauptmann Wagner blieb mit der Artillerie in Urmia, um es gegen weitere Überfälle zu verteidigen. 
Die Erfolge des „Österreichischen Korps“ führten zu weitergehenden Plänen. Das gesamte Heer sollte österreichische Uniformen erhalten und mit neuen Gewehren und Geschützen bewaffnet werden. Doch aus alledem wurde nichts, da es Nāser al-Dīn Schah an den nötigen Mitteln fehlte. Im Mai 1881 wurde der Sold des Korps herabgesetzt, und am 5. August 1881 reichten alle Offiziere ihre Kündigung ein. Das Ende des „Österreichischen Korps“ war gekommen. Im Herbst 1881 kehrte der letzte Offizier der Militärmission nach Österreich zurück.
Auch Wagner von Wetterstädt ging 1881 nach Österreich zurück und schied 1885 als Major aus der österreichischen Armee aus. Auf Wunsch von Naser-al-Din Shah kehrte Wagner von Wetterstädt 1886 nach Persien zurück und trat mit dem Rang eines Generals in die persische Armee ein. Er baute die Armee weiter auf und erhielt den Titel Khan. Als Befehlshaber der Armee leitete er zahlreiche Missionen und begleitete den Schah auch zur Weltausstellung nach Paris 1889. Er kehrte erst 1901 aus gesundheitlichen Gründen in seine Heimatstadt Hermannstadt zurück, wo er am 30. September 1902 im Alter von 63 Jahren starb.

## Weitere Entwicklung
Nach längeren Verhandlungen gelang es Nāser al-Dīn Schah, österreichische Offiziere für die Fortführung der Heeresreform anzuwerben. Dieses Mal fuhren sie aber „auf eigene Rechnung“ in den Iran und waren nicht mehr Teil einer offiziellen Militärmission. Als Tribut an die bisher von den Österreichern geleistete Arbeit wurde im Januar 1882 die gesamte Armee bestehend aus 10.000 Mann mit österreichischen Uniformen ausgestattet und 8.000 neue Gewehre gekauft. 1883 und 1888 kamen mehrere Gebirgskanonen und 20 schwere Geschütze hinzu. In Bremerhaven wurde ein Kriegsschiff mit 6 Kanonen bestellt und auf den Namen „Persepolis“ getauft. Mit diesem Schiff wollte Nāser al-Dīn Schah den persischen Golf kontrollieren. Das Schiff sollte mit einer deutschen Mannschaft besetzt werden. Da es an den nötigen finanziellen Mitteln fehlte, wurde der Aufbau der persischen Marine zunächst wieder eingestellt.
1885 wurde in Teheran eine Militärakademie gegründet, an der die in Teheran stationierten österreichischen Offiziere der persischen Armee neben ihren militärischen Aufgaben als Lehrkräfte Dienst taten. 1886 wurden persische Kadetten nach Wien zur weiteren Ausbildung entsandt und 1887 wandte sich Nāser al-Dīn Schah über den österreichischen Botschafter an Kaiser Franz Josef mit der Bitte um weitere Unterstützung bei der Heeresreform. Ein österreichischer General sollte nach Persien reisen, die Truppe inspizieren, eine weitere österreichische Militärmission leiten und dafür den Status des persischen Verteidigungsministers erhalten. Franz-Josef lehnte ab, da er Probleme mit Russland befürchtete. Er entsandte aber General v. Thömmel als Botschafter nach Teheran, der nach kurzer Inspektion die weitere militärische Unterstützung Persiens für wenig lohnend erachtete und Persien aus militär-strategischer Sicht für bedeutungslos hielt. Damit war das offizielle militärische Engagement der Österreicher in Persien zunächst beendet.
Auch unter Mozaffar ad-Din Schah, dem Nachfolger von Naser al-Din Schah, wurden österreichische Offiziere als Ausbilder angeworben. Am 7. August 1906 trafen Hauptmann Artur Kostersitz von Marenhorst und Major d.R. Conrad Emil Padowetz in Teheran ein. Padowetz verließ Teheran nach zwei Jahren und ging als Honorarkonsul nach Genf. Kostersitz, der letzte österreichische Offizier in persischen Diensten, war Leiter der Militärakademie bis zu ihrer Schließung im Jahre 1911. Die Absolventen wurden von der 1911 neu gegründeten persischen Gendarmerie übernommen. Kostersitz blieb in Teheran bis kurz vor Ausbruch des Ersten Weltkriegs.
Zu diesem Zeitpunkt bestand die persische Armee nominell aus 72 Infanterieregimentern mit je 600 Mann. Die Rekruten kamen ausschließlich aus ländlichen Gegenden, da die Einwohner der Städte vom Militärdienst befreit waren. Nach dem Wehrgesetz war jedes Dorf verpflichtet, eine bestimmte Anzahl Soldaten zu stellen. Die Wehrpflicht dauerte zwischen fünf und zwanzig Jahre. Die Wehrpflichtigen konnten die Armee allerdings nach einer Grundausbildung von wenigen Monaten gegen die Zahlung eines Bestechungsgeldes an den Regimentskommandeur auf unbestimmte Zeit verlassen. Diejenigen, die kein Geld aufbringen konnten, arbeiteten nebenbei, um sich ein Einkommen zu verdienen. Die Soldaten erhielten weder einen Sold noch Verpflegung. Es wurden lediglich alle zwei bis drei Jahre neue Uniformen ausgegeben. Die Waffen wurden in Arsenalen aufbewahrt und nur zu militärischen Übungen ausgegeben. Viele Soldaten hatten keinen einzigen Schuss abgefeuert, die es nur selten Schießübungen gab. Eine wie auch immer geartete militärische Ausbildung fand höchstens zweimal die Woche statt. Die Offiziere der Armee waren in der Regel Grundbesitzer. Viele von ihnen hatten diese Position lediglich ihrer gesellschaftlichen Stellung zu verdanken. Die Offiziere hatten oft keinerlei militärische Ausbildung oder eine andere einschlägige Ausbildung. Die meisten konnten weder lesen noch schreiben. Einige Offiziere betrieben nebenbei Läden im Basar, um ihr Einkommen aufzubessern. In einer Garnison waren zwischen 100 und 500 Soldaten stationiert. Das Kriegsministerium entsandte zweimal im Jahr Inspektoren in die Garnisonen, um die Zahl der auf den Soldlisten stehenden Soldaten zu überprüfen. Wenn eine Inspektion angekündigt war, wurden alle auf der Soldliste stehende Soldaten kurzfristig einberufen. Um Ausfälle zu ersetzen, wurden für den Inspektionstag Tagelöhner angeheuert, die sich mit Gewehr und Uniform ausstaffiert zusammen mit den regulären Soldaten in Reih und Glied aufstellten. Die Inspektoren bestätigten in der Regel die Anwesenheit aller gelisteten Männer und fuhren nach einem Mittagessen im Haus des Regimentskommandeurs wieder nach Teheran zurück. Neben der Infanterie gab es noch eine Artillerie bestehend aus 16 Einheiten. Sie verfügten über 60 schwere Uchatius-Geschütze aus österreichischer Produktion und 30 Schneider-Creusot-Schnellgeschützen, die allerdings bis auf einige wenige Geschütze im Arsenal gelagert waren, da sie niemand bedienen konnte. Einige Geschütze waren an die Gendarmerie ausgeliehen worden. Die Artillerie verfügte über keine eigenen Pferde. Wenn in Teheran eine Artillerieübung angesetzt war, wurden Pferde von Droschken ausgeliehen.
In dem von Hassan Arfa ausführlich beschrieben Zustand war die persische Armee letztlich nicht kampfbereit. Selbst in den nach dem Ersten Weltkrieg im Iran ausbrechenden Konflikten zwischen der Zentralregierung in Teheran und separatistischen Bewegungen im Westen und Norden des Iran spielte die Armee keine nennenswerte Rolle mehr. Die Niederschlagung der separatistischen Bewegungen wurde in der Hauptsache von den persischen Kosaken unter der Führung von Reza Khan geleistet.
Von der persischen Armee bleiben bis zu ihrer Auflösung durch die von Reza Khan, dem späteren Reza Schah Pahlavi, ab dem Jahr 1921 durchgeführten Armeereform nur die Uniformen, die manche Generäle bis nach dem Ende des Ersten Weltkriegs trugen, und der gelbe Farbanstrich der persischen Kasernen. 
Als einziges Mitglied der ersten österreichisch-ungarischen Militärmission von 1879 blieb Militär-Kapellmeister Julius Gebauer bis zu seinem Tod in Teheran. Auf seinem Grabstein auf dem Friedhof Dulab in Südteheran ist zu lesen:

„Hier ruht Julius Gebauer, General und Musikdirektor, geb. 18. März 1846, gest. 9. Juli 1895“